# Berger des Pyrénées à poil long
Pour les articles homonymes, voir Berger des Pyrénées.
Le berger des Pyrénées à poil long est une race de chiens originaire de France. Historiquement utilisé dans les Pyrénées comme chien de conduite des troupeaux, il est, tout comme le berger des Pyrénées à face rase, utilisé durant la Première Guerre mondiale comme chien de liaison. Au XXIe siècle, le berger des Pyrénées à poil long est surtout apprécié comme chien de compagnie.
C'est un petit chien de berger, au poil mi-long à long. La robe est grise, fauve, noire, bringée ou merle, avec ou sans panachure blanche.

## Historique
Les bergers des Pyrénées sont considérés comme une race très ancienne, peut-être l'une des plus anciennes races françaises de chien de berger. Toutefois, leur origine exacte n'est pas connue : ils sont probablement issus d'un ancêtre asiatique, comme tous les chiens de berger européens. Les bergers des Pyrénées sont pratiquement inconnus des milieux cynophiles jusqu'au début du XXe siècle. 
Originaire des Pyrénées, ces chiens sont alors utilisés comme chiens de conduite des troupeaux. Le type morphologique (taille et robe) varie énormément d'une vallée à l'autre, bien que son tempérament soit identique. Pendant la Première Guerre mondiale, des bergers des Pyrénées sont utilisés en grand nombre par l'armée comme chiens de liaison. 
Entre 1921 et 1925, le premier standard est rédigé par M. Bernard Sénac-Lagrange. Deux clubs d'élevage sont fondés pour promouvoir la race et rédiger les premiers standards : le Club des bergers des Pyrénées (CCBP) créé par M. Poey en 1920 et la Réunion des amateurs de chiens pyrénéens (RACP) en 1923 par M. Bernard Sénac-Lagrange. Le CCBP est intégré dans la RACP en 1946, qui est à présent la seule association d'élevage pour la race.
Avec 535 inscriptions au Livre des origines français (LOF) en 2012, les bergers des Pyrénées, toutes variétés confondues, représentent la neuvième race de chiens la plus populaire du groupe 1 « Chiens de berger et de bouvier (sauf chiens de bouvier suisses) ». 

## Standard

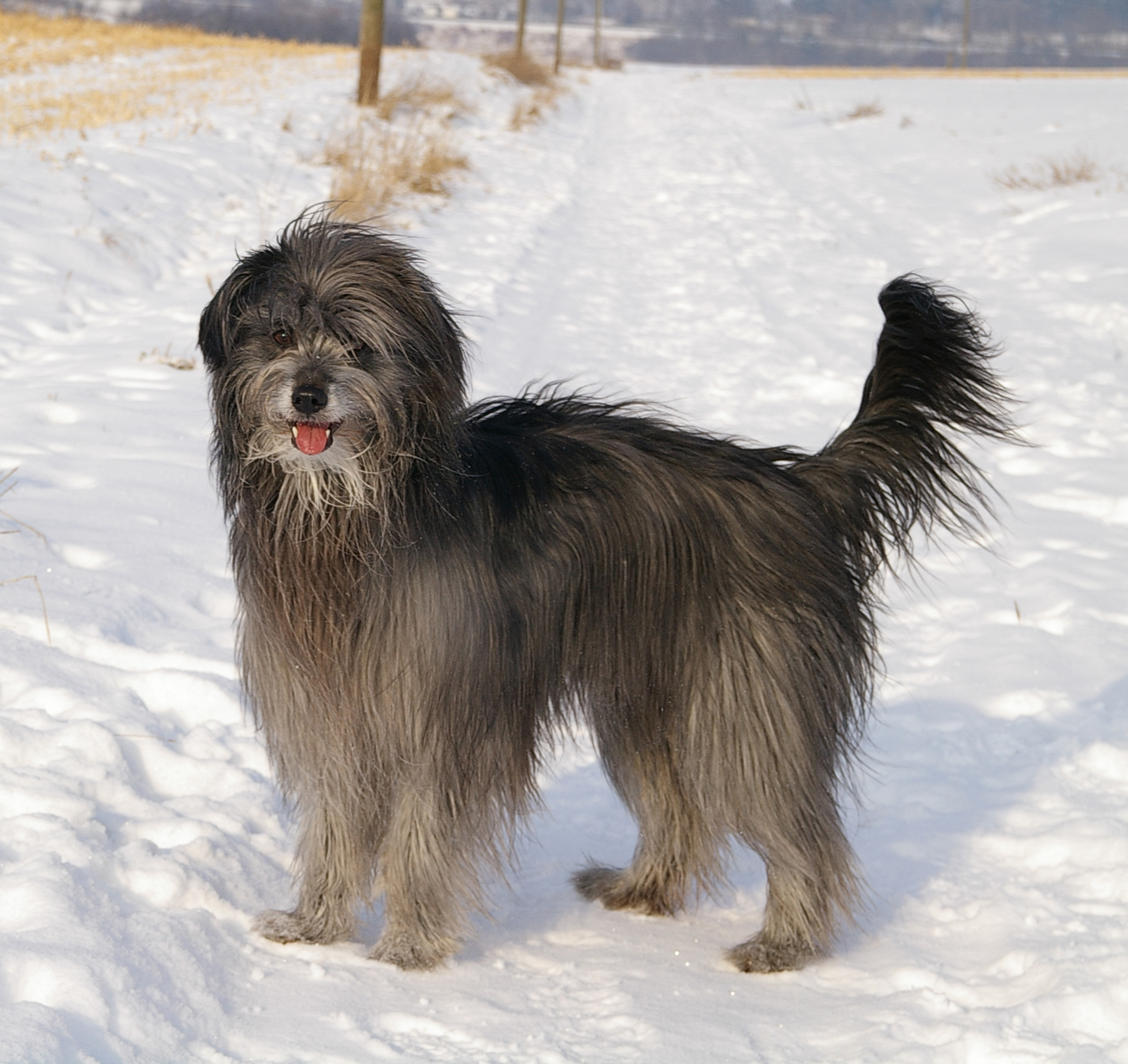
Berger des Pyrénées à poil long de couleur noire.

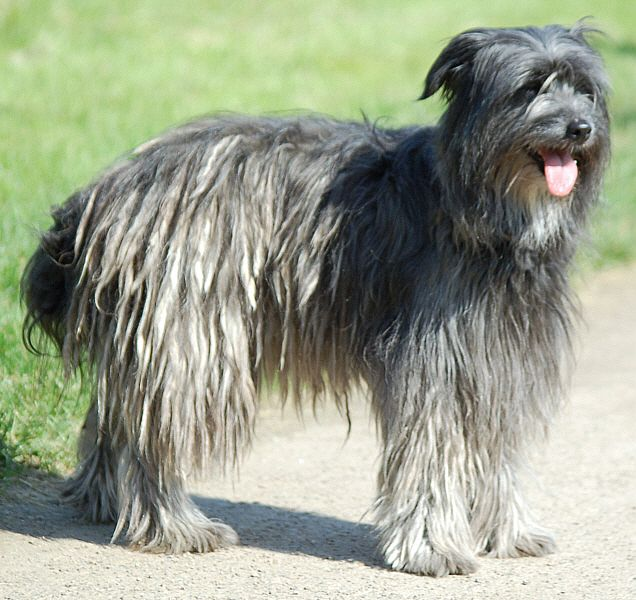
Le poil peut former des cordelettes sur la croupe.

Le berger des Pyrénées à poil long est un chien de petite taille, d'aspect léger et vif. La hauteur au garrot est de 42 à 48 cm pour les mâles et de 40 à 46 cm pour les femelles. Le corps est plus long que celui du berger des Pyrénées à face rase et s'inscrit dans un rectangle. La distance du coude au sol est supérieure à la moitié de la hauteur au garrot. L'ossature est solide sans lourdeur et la musculature sèche. Attachée plutôt bas, la queue pas très longue forme un crochet à son extrémité. Bien frangée de poils, elle dépasse à peine la ligne de dessus en action. Si la législation l'y autorise, la caudectomie peut être appliquée.
La tête est de forme triangulaire, avec un crâne aussi long que large moyennement développé, presque plat et un stop peu marqué. Le museau droit est plus court que le crâne ; il s'amenuise en forme de coin sans être pointu à l'extrémité. Les yeux de couleur brun foncé sont légèrement en amande, ni proéminents, ni trop enfoncés. Les yeux vairons sont admis pour les sujets merles. Assez courtes et modérément larges à la base, les oreilles sont de forme triangulaire, terminées en pointe, tombantes et très mobiles. Elles peuvent être partiellement dressées. 
Le poil est long ou mi-long, bien fourni, presque plat ou légèrement ondulé. La texture est décrite dans le standard de la Fédération cynologique internationale comme « tenant le milieu entre le poil de chèvre et la laine de brebis ». Des mèches ou des cordes appelées « cadenettes » ou des plaques appelées « matelotes », formées d'un mélange de poils secs et laineux, peuvent se former sur la croupe et les cuisses voire sur le poitrail et les coudes pour les cadenettes. Le poil est plus court et moins fourni sur le museau. Il ne doit pas recouvrir les yeux.
Les couleurs admises pour la robe sont le gris, le fauve dans toutes les nuances y compris le fauve charbonné, le noir ainsi que le bringé et le merle (robes aussi dites « arlequin » et « bleu ardoisée »). Les panachures blanches sont admises en quantité assez importante pour la robe noire (jusqu'à un tiers), en quantité très limitée pour les autres couleurs.

## Confusion avec d'autres races
Le berger des Pyrénées à face rase est une race de chien reconnue par la FCI qui a la même origine que le berger des Pyrénées à poil long et lui ressemble beaucoup. Le berger de Brie est de conformation proche et est souvent confondu avec le berger des Pyrénées à poil long, cependant, il est plus grand et la forme de sa tête est différente. Le chien de montagne des Pyrénées est parfois appelé par erreur chien de berger des Pyrénées.

## Caractère
Le standard FCI de la race décrit le berger des Pyrénées à poil long comme courageux, débrouillard, capable d’initiative et très dévoué à son maître, volontaire et énergique, souvent méfiant avec les étrangers. Son caractère décidé et sensible demande une éducation ferme et constante : un maître trop laxiste peut transformer le berger des Pyrénées à poil long en chien très difficile à vivre. Les bergers des Pyrénées en général sont considérés comme des chiens dynamiques, intelligents, joyeux, fidèles à leur maître et aimant jouer avec les enfants. 

## Utilité

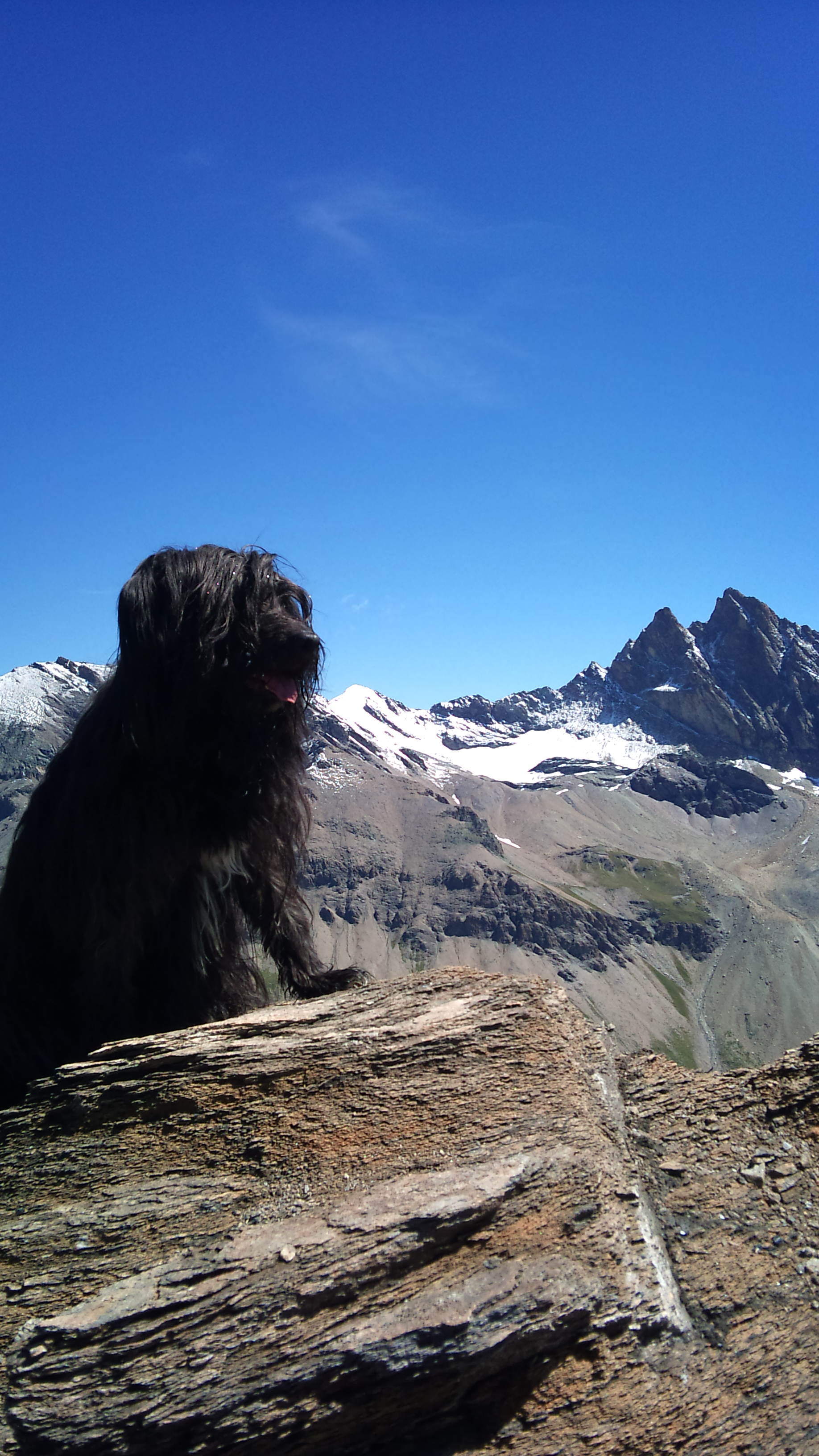
Le chien de berger des Pyrénées à poil long est un chien de berger sélectionné pour travailler dans les hauts pâturages.

Le chien de berger des Pyrénées est un chien de berger utilisé comme chien de conduite des troupeaux, sélectionné pour travailler dans les estives loin de son maître et faisant donc preuve d'initiative. Il est à présent bien plus utilisé comme chien de compagnie et son caractère vigilant et méfiant avec les étrangers lui confère des aptitudes comme chien de garde. 
C'est une race très dynamique qui demande de l'exercice physique, ce qui ne convient pas aux personnes sédentaires. Les activités canines comme le travail sur troupeau, le pistage, l'agility, le concours d'obéissance ou l'obérythmée sont tout à fait envisageables pour cette race.

## Entretien
Le berger des Pyrénées à poil long est un chien qui prend facilement de l'embonpoint. Il peut être sujet à des problèmes de peau liés généralement à un mode de vie trop sédentaire.